# I love to love (but my baby loves to dance)
I love to love (but my baby loves to dance) is een single van Tina Charles. Het is afkomstig van haar debuutalbum I love to love.
Tina Charles was circa 21 jaar oud, toen dit liedje in de hitparades verscheen. Ze zong echter al vanaf haar achttiende levensjaar, maar dan in de schaduw van bijvoorbeeld de muziekgroep 5000 Volts met I’m on fire. Ze mocht een album opnemen omdat ze met muziekproducent Biddu een gemeenschappelijke vriend had in Lee Vanderbilt. Charles mocht een elpee opnemen met Richie Close (toetsen, later bij Alan Parsons), Clive Allen (gitaar), Des Browne (basgitaar) en Tom Daley (drums, percussie). Ze boekte een matig succes met You set my heart on fire, maar I love to love "overtrof alles".
In de Amerikaanse discotheken was het geliefd, maar onvoldoende om dat om te zetten in verkoopcijfers, ze haalde de Billboard Hot 100 niet, wel de discolijst. In Canada was het lied vooral populair in de provincie Quebec, daarbuiten veel minder. Ze haalde de Canadese top 50 niet.
Het lied is diverse keren gecoverd, maar geen daarvan was commercieel succesvol. Een opmerkelijke artiest daarin was een zeer jonge Björk. Het verhaal gaat dat ze dankzij dit liedje haar eerste elpee mocht opnemen
Het nummer werd in River (televisieserie) gebruikt aan het begin van de eerste aflevering en aan het eind van de laatste aflevering.

## Hitnotering
I love to love stond in diverse Europese hitparades, niet alleen in 1975, maar ook in een remixvorm in 1986. In Frankrijk was het dermate populair dat er meer dan 250.000 exemplaren over de toonbank gingen. Ze haalde in Ierland de eerste plaats, maar stond maar vier weken genoteerd. In de UK Singles Chart hield ze het langer vol; twaalf weken notering waarvan drie weken op nummer 1. In Nederland zette ABBA haar de voet dwars met Fernando.

### Nederlandse Top 40
Alarmschijf
| Positie: | 14 | 11 | 5 | 2 | 4 | 5 | 17 | 29 | 38 | uit |

### NederlandseNationale Hitparade
| Positie: | 23 | 12 | 6 | 4 | 2 | 5 | 7 | 20 | uit |

### BelgischeBRT Top 30
| Positie: | 15 | 16 | 16 | 14 | 8 | 6 | 3 | 8 | 10 | 17 | uit |

### VlaamseUltratop 30
| Positie: | 17 | 16 | 14 | 10 | 8 | 4 | 4 | 6 | 10 | 18 | uit |

### NPO Radio 2 Top 2000
| Nummer met noteringen in de NPO Radio 2 Top 2000 | '99  | '00  | '01-'04 | '05  |
| ------------------------------------------------ | ---- | ---- | ------- | ---- |
| I love to love (but my baby loves to dance)      | 1946 | 1837 | -       | 1894 |

1. ↑  Een '-' betekent dat het nummer niet was genoteerd en een vetgedrukt getal geeft de hoogste notering aan.
2. ↑  Deze tabel is bijgewerkt tot en met de laatste editie (2024).